# Élection municipale de 1990 à Washington D.C.
Les élections municipales de 1990 à Washington D.C. se sont tenues le 6 novembre 1990 afin d'élire le maire. Le maire sortant, Marion Barry n'est pas candidat. Ce dernier est soupçonné d'avoir en sa possession de la drogue. 
Sharon Pratt Dixon est élue maire, très largement avec plus de 86 % des voix. Les démocrates conservent la mairie.

## Primaire démocrate
| Résultats | Résultats | Résultats            | Résultats | Résultats |
| Partis    | Partis    | Candidats            | Voix      | %         |
| --------- | --------- | -------------------- | --------- | --------- |
|           | Démocrate | Sharon Pratt Dixon   | 43 426    | 34,37     |
|           | Démocrate | John L. Ray          | 32 255    | 25,53     |
|           | Démocrate | Charlene Drew Jarvis | 27 063    | 21,44     |
|           | Démocrate | David A. Clarke      | 13 768    | 10,90     |
|           | Démocrate | Walter E. Fauntroy   | 9 261     | 7,33      |
|           |           | Write-in             | 555       | 0,43      |
| Total     | Total     | Total                | 126 348   | 100       |

## Résultats
| Résultats | Résultats              | Résultats          | Résultats | Résultats |
| Partis    | Partis                 | Candidats          | Voix      | %         |
| --------- | ---------------------- | ------------------ | --------- | --------- |
|           | Démocrate              | Sharon Pratt Dixon | 140 011   | 86,12     |
|           | Républicain            | Maurice Turner     | 18 653    | 11,47     |
|           | D.C. Statehood Green   | Alvin C. Frost     | 1 116     | 0,69      |
|           | Libertarien            | Nancy Lord         | 951       | 0,59      |
|           | Indépendant            | Mary E. Cox        | 640       | 0,39      |
|           | Indépendant            | Brian Moore        | 310       | 0,19      |
|           | Indépendant            | Bernell Brooks     | 292       | 0,18      |
|           | Indépendant            | Thomas B. Carter   | 186       | 0,11      |
|           | Travailleur socialiste | Ike Nahem          | 177       | 0,11      |
|           | Indépendant            | Osie Thorpe        | 134       | 0,08      |
|           | Indépendant            | Faith Dane         | 110       | 0,07      |
| Total     | Total                  | Total              | 162 580   | 100       |